# Hibiscus splendidus
Hibiscus splendidus är en malvaväxtart som beskrevs av Ulbrich. Hibiscus splendidus ingår i Hibiskussläktet som ingår i familjen malvaväxter. Inga underarter finns listade i Catalogue of Life.